# Minerální vata

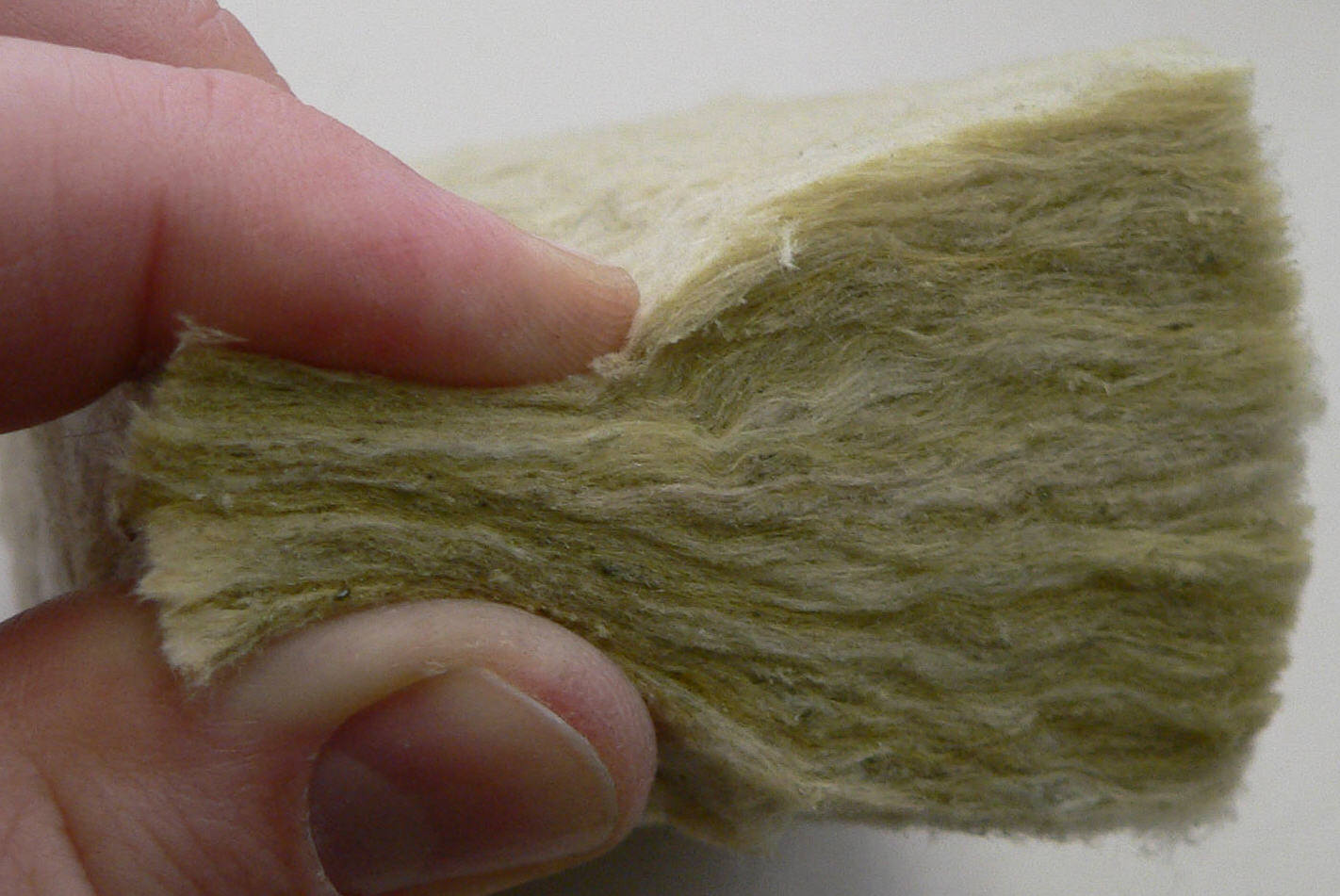
Minerální vlna zblízka

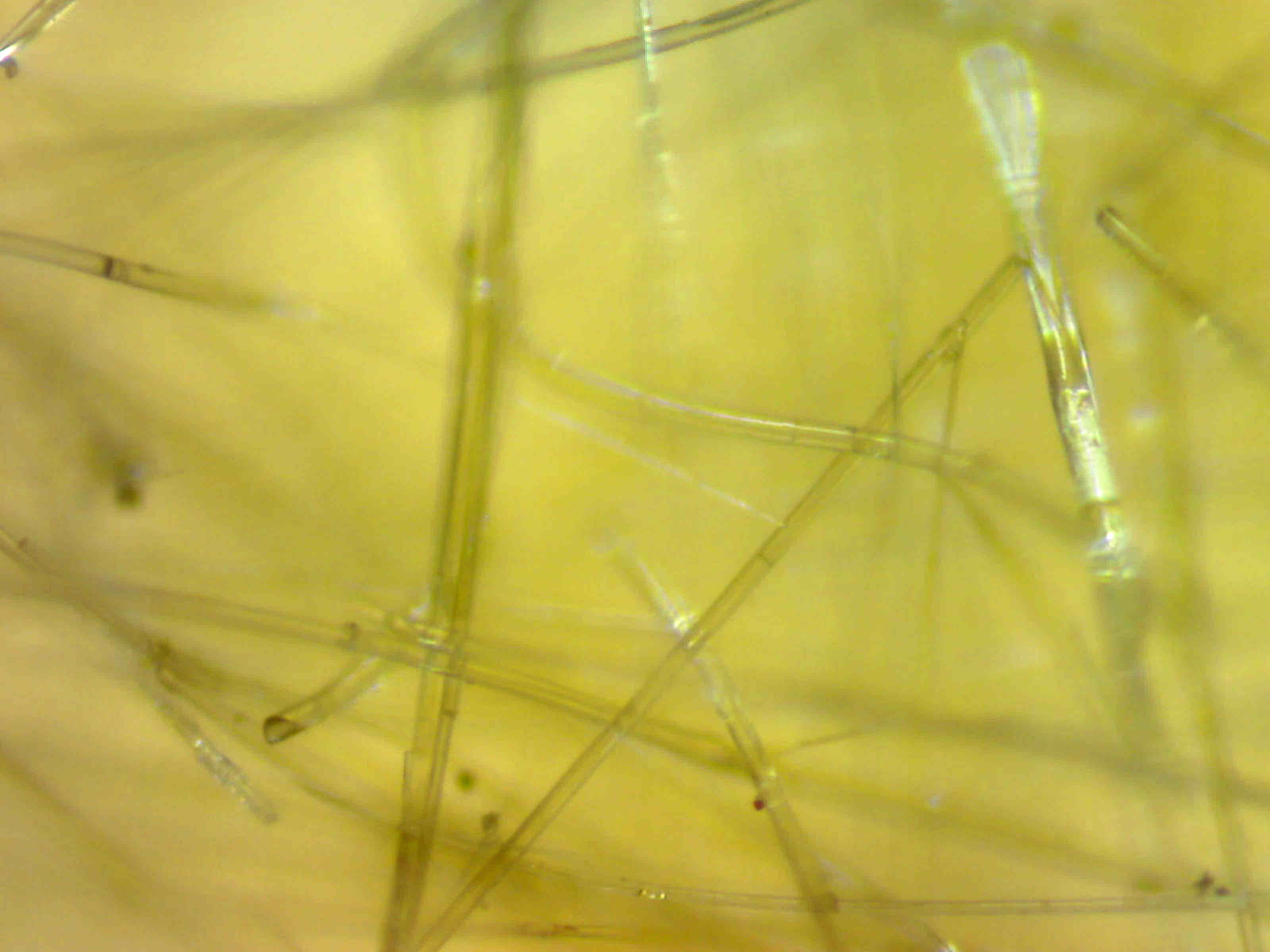
Minerální vlna pod mikroskopem

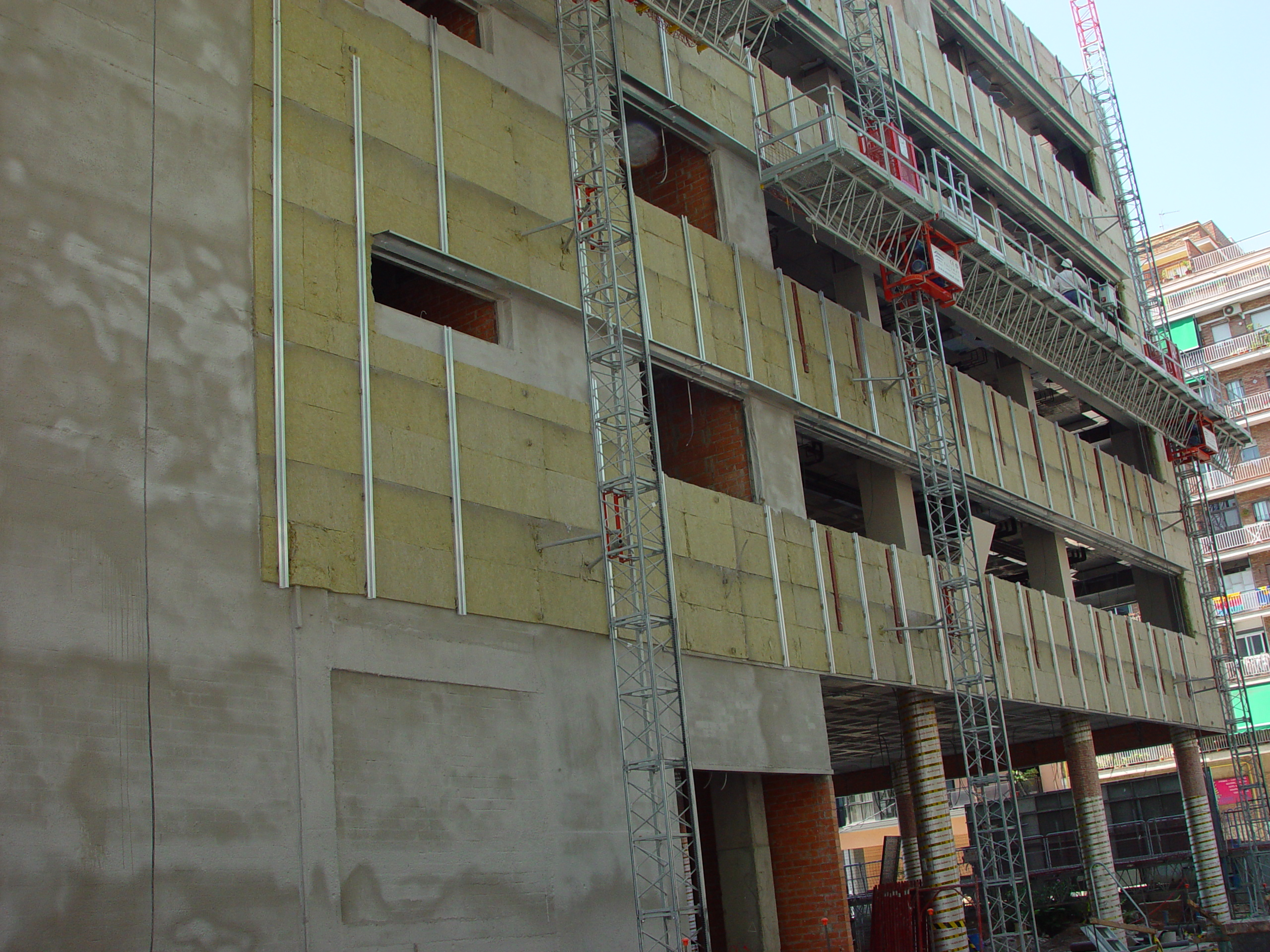
Izolace fasády minerální vlnou

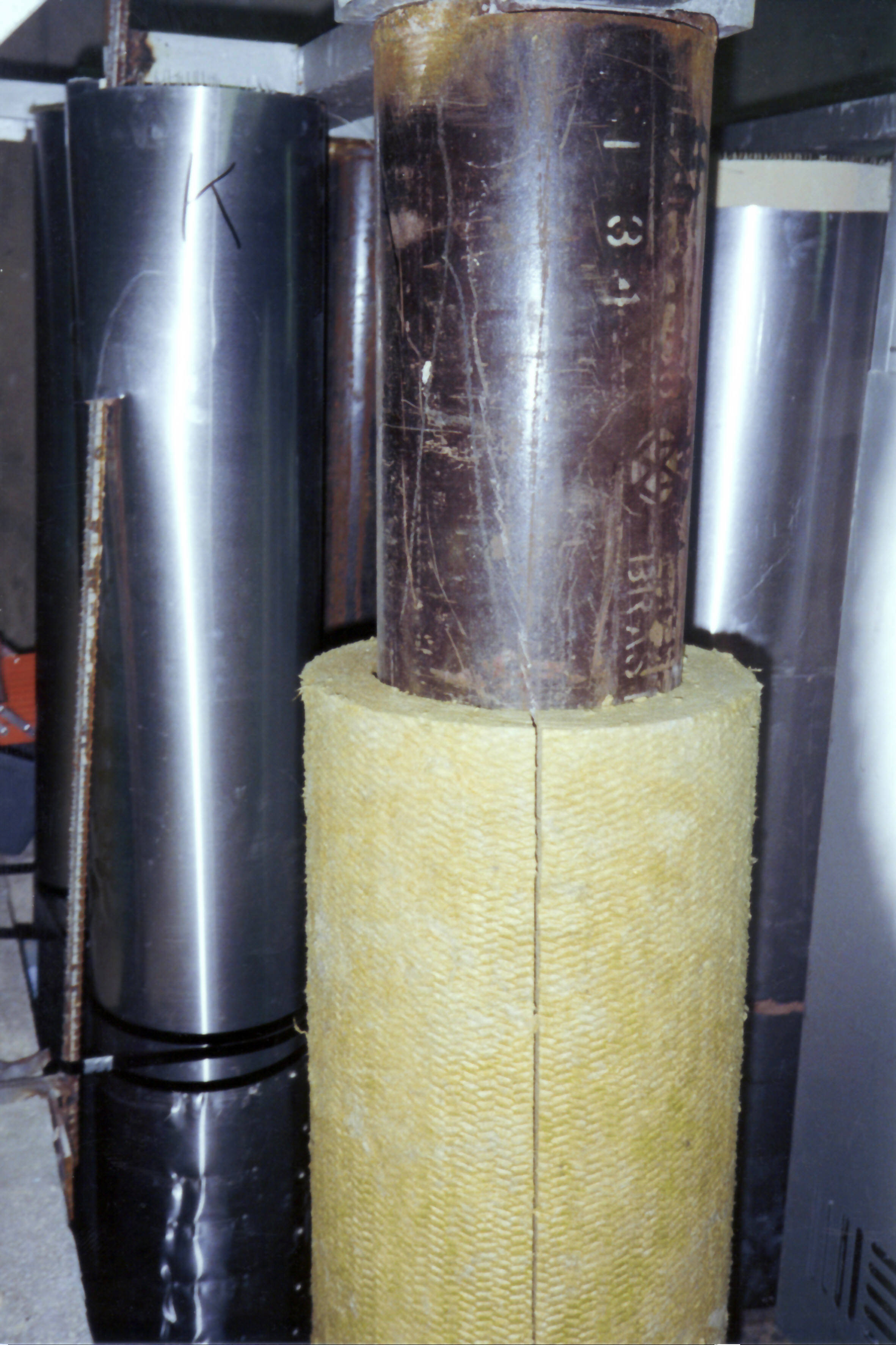
Izolace potrubí minerální vlnou

Minerální vata nebo také minerální vlna je izolace vyrobená z vláken minerálního původu. Používá se k tepelné, protipožární a zvukové izolaci. Mimo to má široké uplatnění v průmyslu i ve speciálních aplikacích. Minerální izolace se dělí na skelnou a kamennou podle hlavních surovin, ze kterých se vyrábí. Podobný produkt (ale odlišný) je žáruvzdorné keramické vlákno, vyrábí se z oxidu křemičitého (SiO2) a oxidu hlinitého (Al2O3) pro teploty až 1700 °C, zde není popsaný.

## Historie
Minerální vata z vysokopecní strusky byla poprvé vyrobena v roce 1840 ve Walesu. K praktickému využití však nedošlo, jelikož větrem rozfoukaná vlákna ohrožovala pracovníky továrny, což záhy vedlo k ukončení výroby.
Samotný postup výroby minerální vaty byl patentován v roce 1870 ve Spojených státech. Komerční výroba byla zahájena o rok později v německém městě Georgsmarienhütte. Na území Československa se minerální vata s čedičovými vlákny začala vyrábět v roce 1954 ve sklárně Nová Baňa.
Metoda hromadné průmyslové výroby minerální vaty se skelnými vlákny byla objevena v roce 1932, když americký vědec Dale Kleist použil roztavenou sklovinu jako náplň pro rozstřikovací pistoli určenou pro roztavený bronz, čímž získal dlouhá velmi tenká vlákna. Postup výroby založený na tomto principu byl o rok později patentován.

## Surovina
K výrobě skelné minerální izolace se používá písek a sklo. Podíl recyklovaného skla se stále zvyšuje, výrobci dnes běžně uvádějí procento využití střepů ve výši 80 %. Pro výrobu kamenné vlny se využívá čedič, diabas a vysokopecní struska, které se smíchávají s připraveným recyklátem z minerálních vláken pojeným cementovým pojivem.

## Výroba
Vstupní suroviny se taví za vysoké teploty (cca 1600 °C) v peci, ze které vytéká láva na rozvlákňovací stroje. Poté se k vytvořeným a chladnoucím vláknům přidává organické pojivo, případně impregnační prostředky, které zajistí vyšší stabilitu a odolnost vláken proti vodě.
V procesu rozvlákňování vzniká jemné vlákno (průměr 2–6 μm) z roztaveného materiálu, které je v tenkých vrstvách usazováno na pás sběrné komory. Vlna se dále pomocí kyvného systému vrství, přičemž množství uložené vlny koresponduje s finálními vlastnostmi materiálu. V krepovacím zařízení dochází ke stlačení materiálu na požadovanou tloušťku a k případnému dorovnání objemové hmotnosti. V tvrdící komoře následně dochází k vytvrzení pojiva, čímž je zajištěna rozměrová stálost minerální vlny.
Vytvrzená vlna se nakonec upravuje na požadované rozměry a vzniklé desky nebo role se balí. Pokud jsou izolace používány pro speciální aplikace, jako jsou například technické izolace, přichází tzv. sekundární výroba, což znamená, že na minerální izolaci se aplikuje další vrstva materiálu (papír, alu fólie, skelné textilie, asfaltový pás, drátěné pletivo), nebo se dále tvarují a řežou.

## Zdravotní rizika
Vlákna minerálních (skelných a kamenných) izolací mají velmi nízkou biologickou životaschopnost, a proto je EU může hodnotit jako nekarcinogenní nebo v některých případech spadající do kategorie 3a podle studie z roku 1995. Samotné vlákno oddělené od minerální izolace totiž po vdechnutí v organismu velmi rychle degraduje a je z těla vyloučeno.[zdroj?]
Směrnice 97/69/EC přijatá v 1998 klasifikuje karcinogenní účinky skleněných vláken vyrobené člověkem (MMVF) do čtyř kategorií:
| Kategorie   | Definice kategorie                                                                      |
| ----------- | --------------------------------------------------------------------------------------- |
| Kategorie 1 | karcinogenní pro člověka (azbest)                                                       |
| Kategorie 2 | pravděpodobně karcinogenní pro člověka (keramická vlákna)                               |
| Kategorie 3 | potencionální karcinogenní (izolace na bázi minerálních vláken, které nebyly testovány) |
| Kategorie 4 | nelze klasifikovat jako karcinogenní                                                    |

Nařízení Evropské unie o klasifikaci, označování a balení látek a směsí čj. 1272/2008 ve svých poznámkách Q definuje kritéria pro osvobození vláken z minerální vlny tak, aby se klasifikace jako karcinogenní neuplatňovala.
Někteří výrobci minerální izolace nad rámec zákonných povinností podstupují dobrovolnou certifikaci Evropského certifikačního orgánu pro výrobky z minerální vlny (EUCEB).[ve zdroji nenalezeno] Jedná se o nezávislý certifikační orgán, neziskové sdružení, které zaručuje, že výrobky jsou vyrobeny z vláken splňující kritéria pro vyloučení z klasifikace karcinogenních látek. Tento certifikační orgán porovnává vlákna se směrnicí Evropské unie a pokud testovaná vlákna splňují všechna kritéria pro zdraví nezávadné vlákno, uděluje právo výrobce udělit na své výrobky štítek EUCEB. Štítek EUCEB si může každý spotřebitel zkontrolovat na obale izolace.
Dříve vypracovaná studie, která se zaměřila na úmrtnost pracovníků ve výrobě společnosti Fiberglass Canada v Ontariu mezi lety 1950 a 1970, nepotvrdila přímou souvislost mezi expozicí a výskytem skelných vláken nebo jiných kontaminantů a úmrtím na rakovinu.

## Vlastnosti
Minerální vata má následující vlastnosti:
- má vynikající technické a tepelně izolační vlastnosti – součinitel tepelné vodivosti λ = 0,030–0,04 W/mK;
- přestože částečně odpuzuje vodu není vhodné ji umísťovat do míst s vysokou vlhkostí – při dlouhodobém styku s vodou minerální vata ztrácí tepelnětechnické parametry;[3]
- je paropropustná, vodní pára prostupuje minerální vlnou téměř stejně jako vzduchem;[8]
- snadno pohlcuje zvuk, což umožňuje regulaci akustiky v interiéru;
- je neorganického původu a nenapadají ji tak plísně, houby a bakterie;
- je nehořlavá, zabraňuje rozšíření případného požáru;
- minerální vatu lze komprimovat, je tedy méně nákladná na dopravu a skladování;
- je šetrná k životnímu prostředí, ušetří několiksetkrát více energie než je potřeba pro její výrobu.

## Druhy výrobků
Pro běžné stavební aplikace se minerální izolace upravuje nejčastěji do rolí nebo desek. Další rozšířenou možností je minerální izolace foukaná. Pro speciální aplikace, jako jsou např. izolace potrubí, se jedná o tzv. pouzdra (dutý, podélně dělený válec). Některé výrobky jsou opatřeny polepem – hliníkovou fólií, netkanou textilií, asfaltem nebo je minerální izolace našitá na drátěném pletivu.

## Aplikace

### Stavby
- vnější i vnitřní izolace stěn
- izolace šikmých a plochých střech
- izolace podlah a stropů
- izolace vnitřních dělicích stěn

### Průmysl
- izolace technických potrubí
- izolace topných systémů
- izolace zařízení a zásobníků

### Speciální aplikace
- automobilový průmysl – tepelná a akustická izolace, minerální vlákna se používají k výrobě třecích směsí pro brzdové desky
- izolace komínů – minerální izolace zabraňující kondenzaci vodních par uvnitř komínové roury
- domácí spotřebiče – užití např. v troubách, lednicích, akumulačních kamnech
- dveře – tepelná a akustická izolace, protipožární dveře
- zahradnictví – substrát ze speciálně upravené minerální izolace má vysokou jímavost vody, je vzdušný a odolný proti hnilobě – zelené střechy, pěstování rostlin a zeleniny
- prefabrikované stavební prvky – především sendvičové panely
- solární kolektory – minerální izolace zabraňuje ztrátě naakumulovaného tepla a zlepšuje absorpční účinnost
- akustické izolace – odhlučnění strojů, klimatizací a zařízení.
- protipožární izolace – průchody mezi stěnami a stropy, kabelové průchody, zajištění ventilačních kanálů, konstrukcí a dveří